# Montégut (Altos Pirenéus)
Montégut é uma comuna francesa na região administrativa de Occitânia, no departamento dos Altos Pirenéus. Estende-se por uma área de 6,94 km². Em 2010 a comuna tinha 137 habitantes (densidade: 19,7 hab./km²).